# Keroppi
Keroppi (jap. けろっぴ) ist eine fiktive Figur, die 1987 von der Firma Sanrio erfunden wurde. Die Figur stellt einen grünen Frosch dar, mit großen Augen und einem V-förmigen Mund.

## Fiktive Familie & Freunde
Wie bei vielen Anime- und Merchandise-Charakteren wird um diese eine Art Geschichte und Familie gestrickt.
Keroppi lebt daher mit seiner Familie und seinen Freunden am Rand des blauen Donut Teichs.
Der Familienname von Keroppis Familie ist Hasunoue, was auf Deutsch „über dem schwebenden Blatt“ bedeutet.
- Picky – Keroppis Schwester
- Koroppi – Keroppis Bruder
- Keroppa – Keroppis Vater, Arzt
- Keroma – Keroppis Mutter, Restaurantbesitzerin und Köchin
- Kerojee – Keroppis Großvater
- Kerobah – Keroppis Großmutter
- Keroleen – Keroppis Freundin
- Ganta – Keroppis „dickster“ Freund, kann sich in einen Felsen verwandeln
- Kyorosuke – schwimmt gerne Unterwasser und kann sehr weit sehen
- Noberun – der Denker
- Keroppe – wird gerne für Scherze „missbraucht“
- Denden – eine kleine Schnecke
- Teruteru – eine Art Fee, kann das Wetter vorhersehen
- Chippi – Keroppis Cousin

## Anime-Serie
- Kero Kero Keroppi no Kyoryu ga deta! – 2002.
- Kero Kero Keroppi no Tomodachi wa mahou-tsukai – 2002.
- Kero Kero Keroppi no Sanjushi (3 Musketiere) 2003.
- Kero Kero Keroppi no Robin Hood / Gulliver's travels – 2004.
- Hello Kitty: Keroppi in Our Treasure – 2004.
- Kero Kero Keroppi no Gulliver's Travels – 2004.
- Kero Kero Keroppi no Ganbare! Keroppies – 2004.
- Kerokeroppi no Christmas Eve no Okurimono – 2005.

2006 wurden Neuauflagen der auf VHS erschienenen Serien auf DVD neu herausgegeben.

## Spiele
- NES – Kero Kero Keroppi's Big Adventure – 1991.
- NES – Kero Kero Keroppi's Big Adventure II – 1993.
- NES – Keroppi & Keroleen's Splash Bomb – 1988.
- SNES – Kero Kero Keroppi no Bouken Nikki 1994.
- Tamagotchi KERO-KERO KEROPPI Digi-PET

Bei folgenden Spielen hatte Keroppi "Gastauftritte"
- PS2 – Virtua Fighter 4 – als Gesichtsmaske, wenn man 10 Kämpfe hintereinander verlor
- PS2 – Metal Gear Solid Snake Eater – als Bonusobjekt (Kerotan) in jedem Levelbereich
- PS2, Xbox, PC – Hello Kitty – Roller Rescue – 2006.